# N. K. Jemisin
N. K. Jemisin   (Iowa City, 19 de setembre de 1972) és una escriptora estatunidenca de ciència-ficció especulativa. La seva primera novel·la, The Hundred Thousand Kingdoms, va ser nominada al Premi Nebula a la millor novel·la del 2011 i al premi Hugo a la mateixa categoria. Al 2012 la seva obra The Kingdom of Gods va ser nominada al premi Hugo a la millor novel·la. El 2016, la seva novel·la La cinquena estació va guanyar el premi Hugo a la millor novel·la (també és la primera obra de Jemisin traduïda al català); la seva continuació El portal dels obeliscs va rebre el mateix premi a l'edició de 2017.

## Biografia
Va néixer a Iowa City, a l'estat de Iowa als Estats Units, però va créixer a Brooklyn a l'estat de Nova York i Mobile a Alabama. Va viure a Massachusetts durant deu anys fins que es va mudar a la ciutat de Nova York. Va estudiar psicologia des del 1990 fins al 1994 a la Universitat Tulane i s'hi va enfocar en treballs de recerca, estadística i laboratori. Va seguir amb els seus estudis a la Universitat de Maryland.

## Obra literària

### Novel·les

#### Trilogia de la successió[8]
- The Hundred Thousand Kingdoms, ISBN 9780316043915 (2010)
- The Broken Kingdoms, ISBN 9780316043960 (2010)
- The Kingdom of Gods, ISBN 978-0316043946 (2011)

#### SèrieDreamblood
- The Killing Moon, ISBN 9780356500768 (2012)[9]
- The Shadowed Sun, ISBN 9780356500775 (2012)

#### SèrieLa terra fragmentada
- The Fifth Season, ISBN 9780356508191 (2015) (La cinquena estació, ISBN 9788412493009)
- The Obelisk Gate, ISBN 9780356508368 (2016)[10] (El portal dels obeliscs)
- The Stone Sky, ISBN 9780356508689 (2017)

### Històries curtes i contes
- Valedictorian a 'After', 2012
- On the Banks of the River Lexa a ''Clarkesworld Magazine'', novembre de 2010
- The Effluent Enginea, 2010
- Sinners, Saints, Dragons, and Haints in the City Beneath the Still Watersa a ''Postscripts'', 2010.
- The Dancer's War publicat a ''Like Twin Stars: Bisexual Erotic Stories', Circlet Press, 2009.
- Non-Zero Probabilities a ''Clarkesworld Magazine'', 2009.
- Playing Nice With God's Bowling Ball a ''Baen's Universe'', 2008.
- The You Train a ''Strange Horizons'', 2007.
- Bittersweet a ''Abyss and Apex'', 2007.
- The Narcomancer a ''Helix'', reeditat a ''Transcriptase'', 2007.
- The Brides of Heaven a ''Helix'', reeditat a ''Transcriptase'', 2007.
- Dragon Cloud Skies a ''Strange Horizons'', 2005.
- Red Riding-Hood's Child a ''Fishnet'', 2005.
- L'Alchimista, publicat a ''Scattered, Covered, Smothered'', 2004.
- Too Many Yesterdays, Not Enough Tomorrows a ''Ideomancer'', 2004.

## Guardons
- 2020: Premi Hugo a la millor novel·la curta per Emergency Skin.
- 2019: Premi Alex per How Long 'til Black Future Month?[11]
- 2019: Premi Locus a la millor col·lecció de relats per How Long 'til Black Future Month?.
- 2018: Premi Locus a la millor novel·la de fantasia per The Stone Sky.
- 2018: Premi Nebula a la millor novel·la per The Stone Sky.
- 2018: Premi Hugo a la millor novel·la per The Stone Sky
- 2018: Premi British Fantasy- Karl Edward Wagner amb reconeixement especial.
- 2017: Premi Hugo a la millor novel·la per The Obelisk Gate.
- 2016: Premi Hugo a la millor novel·la per La cinquena estació.
- 2011: Premi Locus a la millor novel·la per The Hundred Thousand Kingdoms.